# IBM System x
De IBM System x-computers vormen een sub-brand van IBM's System brand servers. De andere System sub-brands hebben de namen IBM System i, IBM System p en IBM System z.
Begonnen als IBM PC Server, hernoemd naar Netfinity, dan eServer xSeries en uiteindelijk System x, zijn deze servers gebaseerd op standaard x86-processorcomponenten; IBM positioneerde deze systemen als instapmodellen tegenover de andere System-branded servers.
IBM-servers gebaseerd op de AMD-Opteron-CPU's vielen aanvankelijk niet onder de merknaam xSeries maar werden direct onder de eServer-paraplu geplaatst. Met de verandering naar IBM System x vielen ze er wel onder.
In januari 2014 kondigde IBM de verkoop aan van zijn x86-serverdivisie aan Lenovo voor 2,3 miljard dollar, een verkoop die op 1 oktober 2014 werd afgerond.

## IBM PC Server

### PC Server-familie
- IBM PC Server 300, 310, 315, 320, 325, 330
- IBM PC Server 500, 520
- IBM PC Server 704, 720

### Nummeringschema
- 300-range voor high-volume, entry level-servers
- 500-range voor midrange
- 700-range voor high-end.

## IBM Netfinity

Netfinity-logo

### Netfinity-range
- IBM Netfinity 1000
- IBM Netfinity 3000, 3500
- IBM Netfinity 4000R, 4500R
- IBM Netfinity 5000, 5100, 5500, 5600
- IBM Netfinity 6000R
- IBM Netfinity 7000, 7000-M10, 7100, 7600
- IBM Netfinity 8500R

### Nummeringschema
het nummeringschema begon initieel net zoals die van de IBM PC Servers, maar ranges zijn later toegevoerd, zoals de entry-level 1000. Modellen eindigend op een R zijn rack-mount.

## IBM eServer xSeries

### xSeries-range
- IBM eServer xSeries 100, 130, 135, 150
- IBM eServer xSeries 200, 205, 206, 206m, 220, 225, 226, 230, 232, 235, 236, 240, 250, 255, 260
- IBM eServer xSeries 300, 305, 306, 306m, 330, 335, 336, 340, 342, 345, 346, 350, 360, 365, 366, 370, 380, 382
- IBM eServer xSeries 440, 445, 450, 455, 460

### Nummeringschema
- 100 series zijn entry-level-torenservers
- 200 series zijn torenservers
- 300 series zijn rack-mount servers
- 400 series zijn rack-mount schaalbare servers

## IBM eServer

eServer-logo

### eServer-range
- IBM eServer 325, 326, 326m
- IBM eServer BladeCenter, BladeCenter T, BladeCenter H, BladeCenter HT

### Nummeringschema
Voor marketingredenen zijn de AMD-processor-gebaseerde e325, e326 en e326m en de BladeCenter die niet-Intel-processoren kunnen gebruiken buiten de xSeries-brand gehouden, en zijn direct onder de eServer-brand geplaatst. De xSeries-brand was als zodanig gelimiteerd tot enkel Intel-gebaseerde serverproducten.
Van een nummeringperspectief zijn de nummers die voor de AMD-servers zijn gebruikt niet hergebruikt binnen de xSeries-range, om verwarring te voorkomen.

## IBM System x
- Tower-servers: IBM System x3200, x3400, x3500
- Rack-servers: IBM System x3250, x3550, x3620, x3630, x3650, x3755, x3690 X5, x3850 X5, x3950 X5